# Abu Musab az-Zarkawi
Abu Musab az-Zarkawi (arab. ‏أبو مصعب الزرقاوي‎), (ur. 30 października 1966, zm. 7 czerwca 2006 w okolicach Bakuby w Iraku), najprawdopodobniej prawdziwe nazwisko to Ahmad Fadil Nizal al-Chalajla (arab. ‏أحمد فاضل نزال الخلايلة‎) – jordański terrorysta odpowiedzialny za organizowanie zamachów i porwań w wielu krajach, m.in. w Iraku.

## Życiorys
Az-Zarkawi urodził się w miejscowości Az-Zarka niedaleko Ammanu. Jego rodzice byli emigrantami palestyńskimi. W latach 80 XX wieku walczył w Afganistanie przeciwko Armii Radzieckiej, gdzie miał przeżyć nawrócenie religijne. W Afganistanie poznał także Osamę bin Ladena. Po zakończeniu wojny wrócił do Jordanii, gdzie w 1992 roku został skazany na 7 lat więzienia za przygotowywanie spisku mającego obalić monarchię w tym kraju. Celem Az-Zarkawiego było ustanowienie kalifatu, w czym miała przeszkadzać prowadząca proamerykańską politykę dynastia haszymidzka. Po wyjściu na wolność w 1999 roku opuścił Jordanię, gdzie wytoczono mu kolejny proces, w którym został zaocznie skazany na karę śmierci za zorganizowanie zamachów na amerykańskich i izraelskich turystów. Odebrano mu wówczas obywatelstwo jordańskie.
Az-Zarkawi ukrywał się m.in. w Europie, a następnie ponownie przybył do Afganistanu. Podczas inwazji wojsk amerykańskich na ten kraj stracił nogę od wybuchu pocisku. W 2001 r. przedostał się do Iraku. Przypuszcza się, że kierował tam islamistyczną organizacją Ansar al-Islam. Do śmierci kierował, uważanym za odłam Al-Ka’idy w Iraku ugrupowaniem Dżami'at at-Tauhid wa-Dżihad, które w internecie podpisuje się także jako „Al-Ka’ida Mezopotamii”. Głównym celem organizowanych przez niego zamachów była iracka, głównie szyicka ludność cywilna, nie zaś żołnierze koalicji.
Niektórzy jego zwolennicy twierdzili, że zginął podczas amerykańskich bombardowań na północy Iraku. Jednakże w maju 2004 roku grupa terrorystyczna, którą dowodził zamaskowany mężczyzna podający się za Az-Zarkawiego, uprowadziła Nicholasa Berga, Amerykanina przebywającego w Iraku. Mężczyzna podający się za Az-Zarkawiego osobiście ściął głowę porwanemu. CIA stwierdziła, że głos nagrany na taśmie wideo przedstawiającej zabójstwo Berga faktycznie należy do Az-Zarkawiego.
Obecnie w Iraku dokonywane są dalsze porwania, których organizatorzy przyznawali się do powiązań z Az-Zarkawim. Stany Zjednoczone, które wyznaczyły za jego schwytanie nagrodę w wysokości 25 mln dolarów, oskarżały również Az-Zarkawiego o współudział w zabójstwie Laurence’a Foleya, amerykańskiego urzędnika przebywającego w Jordanii w 2002 roku.
Zginął w nalocie sił amerykańskich 7 czerwca 2006 roku o 18:15 w swojej odizolowanej kryjówce w pobliżu osady Hibhib 8 km na północ od Bakuby w Iraku (ok. 50 km na północ od Bagdadu). W nalocie użyto uzbrojonych w dwie 230 kilogramowe bomby samolotów F-16C. Dzień później władze irackie i wojsko amerykańskie potwierdziły oficjalnie śmierć Az-Zarkawiego. Zidentyfikowano jego ciało (dzięki badaniom DNA, odciskom palców, bliznom i tatuażom) oraz ciała jego 7 bliskich współpracowników. Iracka Al-Ka’ida potwierdziła w internecie śmierć Abu Musaba az-Zarkawiego. Pod koniec jego życia, niezależnie od polujących na niego sił koalicji, śmiercią groziło mu również kilka różnych irackich zbrojnych grup rebelianckich, zarzucając mu prowadzenie ludobójstwa irackiej ludności cywilnej.
Jego następcą został Abu Hamza al-Muhadżir.